# Sarah E. Feinberg

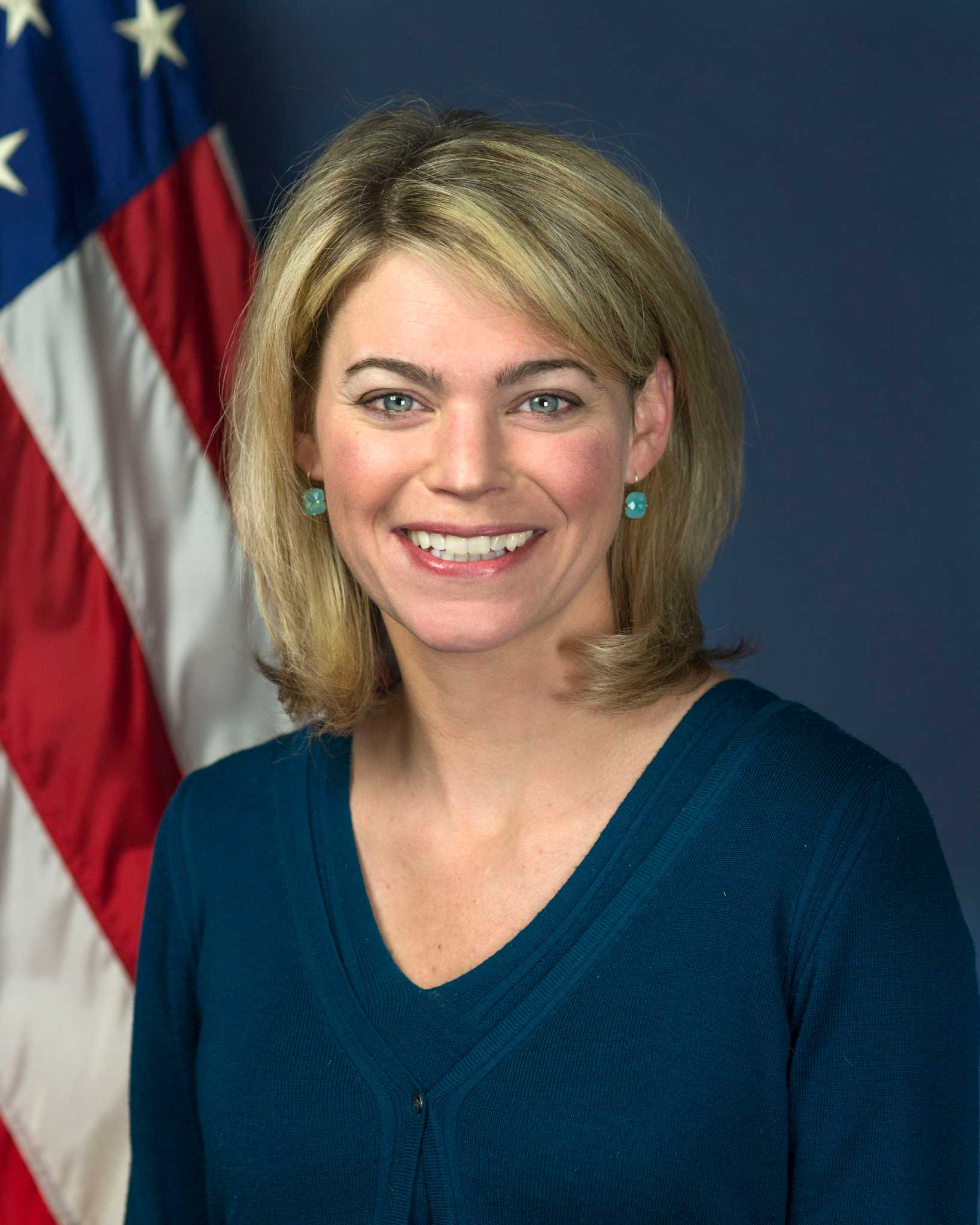
Sarah E. Feinberg (2014)

Sarah Elizabeth Feinberg (geboren am 3. Oktober 1977 in Charleston, West Virginia) ist eine US-amerikanische öffentliche Bedienstete und Politikberaterin. Sie bekleidete hochrangige Führungspositionen in staatlichen Verkehrsgesellschaften und Aufsichtsbehörden, so als 13. Leiterin der Federal Railroad Administration, als kommissarische Präsidentin der New York City Transit Authority, sowie in den Boards of Directors von Amtrak und der New Yorker Metropolitan Transportation Authority. Feinberg arbeitete zuvor für Vertreter der Demokratischen Partei auf Ministeriums-, Bundesregierungs- und auf Staatenebene, unter anderem im Kongress und im Weißen Haus.

## Leben
Sarah Elizabeth Feinberg wuchs in Charleston, West Virginia, auf. Ihr Vater war der Anwalt und Abgeordnete in West Virginia Lee Franklin Feinberg, ihre Mutter die Bundesbezirksrichterin Mary Elizabeth Stanley.
Ihre 2006 mit dem Berater und Publizisten Daniel Pfeiffer geschlossene Ehe wurde 2011 geschieden. Sie ist mit dem Journalisten Josh Tyrangiel liiert, der aus erster Ehe ein Kind mitbringt. Die beiden haben ein gemeinsames Kind und leben im East Village von Manhattan.

## Ausbildung und Beruf
Sarah Feinberg besuchte bis 1995 die Charleston Catholic High School und gehörte dort zum Leichtathletik-Team. Danach studierte sie an der Washington and Lee University und erlangte 1999 den Bachelor in Politikwissenschaften mit dem Schwerpunkt American Government and Politics.

### Frühe Karrierephase
Nach Abschluss des Studiums arbeitete Feinberg von August 1999 bis August 2000 im Stab der Demokratischen Partei im US-Senatsausschuss für Veteranenangelegenheiten. Anschließend war sie bis November 2000 in der Präsidentschaftswahlkampagne von Al Gore aktiv.
Nachdem Al Gore die Wahl verloren hatte, war sie bis Februar 2002 bei zwei Beratungsunternehmen beschäftigt. Anschließend arbeitete sie bis November 2002 für die Demokratische Partei in South Dakota als Direktorin für Kommunikation, insbesondere im Rahmen der Wahlkampagne für Senator Tim Johnson. Von Dezember 2002 bis Dezember 2004 war sie im Team des Senators Tom Daschle im Senat der Vereinigten Staaten aktiv. Sie arbeitete unter anderem als Pressereferentin. Nachdem Daschle bei den Wahlen zum Senat der Vereinigten Staaten 2004 nicht wiedergewählt worden war, arbeitete sie bis Dezember 2006 als Pressereferentin für das Wahlbüro der Demokratischen Partei unter Leitung von Rahm Emanuel. Anschließend war sie bis November 2008 Kommunikationsdirektorin der Fraktion der Demokratischen Partei im Repräsentantenhaus. 2008 begann sie ein Studium der Außenpolitik für den Großraum Middle East an der National Defense University.
Von November 2008 bis Januar 2009 war sie Beraterin im Stab des zum US-Präsidenten gewählten Barack Obama. Nach dessen Vereidigung wurde sie Special Assistant (d. h. eine von ca. 75 Referentinnen auf dritter Ebene):4 im US-Präsidialamt und Senior-Referentin von Rahm Emanuel, dem Stabschef des Weißen Hauses. Dafür beendete sie im Januar 2009 ihr Studium an der National Defense University.

### In der Privatwirtschaft
Im Juli 2010 wechselte Feinberg in die Privatwirtschaft und war zunächst bis August 2011 bei Bloomberg L.P. in der unteren Leitungsebene als Director of Global Communications and Business Strategy und danach bis September 2013 bei Facebook als Director of Policy Communications beschäftigt.
Sie gründete 2017 ihr im Technologie- und Transportsektor angesiedeltes Beratungsunternehmen Feinberg Strategies, LLC.
Zum November 2024 berief Southwest Airlines sie in das im Rahmen einer Veränderung der Eigentümerstruktur der Firma neu konstituierte Board of Independent Directors.

### Im öffentlichen Dienst

#### Auf Bundesebene
Nach ihrer Tätigkeit bei Facebook kehrte Feinberg in die Politik zurück und wurde Stabschefin des im Juli 2013 vereidigten Verkehrsministers im Kabinett Obama, Anthony Foxx. Nach dem Rücktritt des Administrators (Behördenleiters) der Eisenbahn-Regulierungsbehörde Federal Railroad Administration, Joseph C. Szabo, wurde sie im Januar 2015 zunächst zur kommissarischen Administratorin der Behörde ernannt und am 28. Oktober 2015 vom US-Senat bestätigt.
Während dieser Zeit war sie als Vertreterin des Verkehrsministers Mitglied im Aufsichtsrat der überwiegend staatseigenen Bahngesellschaft National Railroad Passenger Corporation (Amtrak). Mit dem Regierungswechsel beim Amtsantritt Donald J. Trumps als 45. Präsident der Vereinigten Staaten schied sie am 20. Januar 2017 aus dem Aufsichtsrat aus. Am 17. Mai 2020 nominierte Präsident Trump sie erneut für einen Sitz im Aufsichtsrat von Amtrak, in den sie aber nicht vor dem Ende der Regierungszeit berufen wurde.

#### In New York

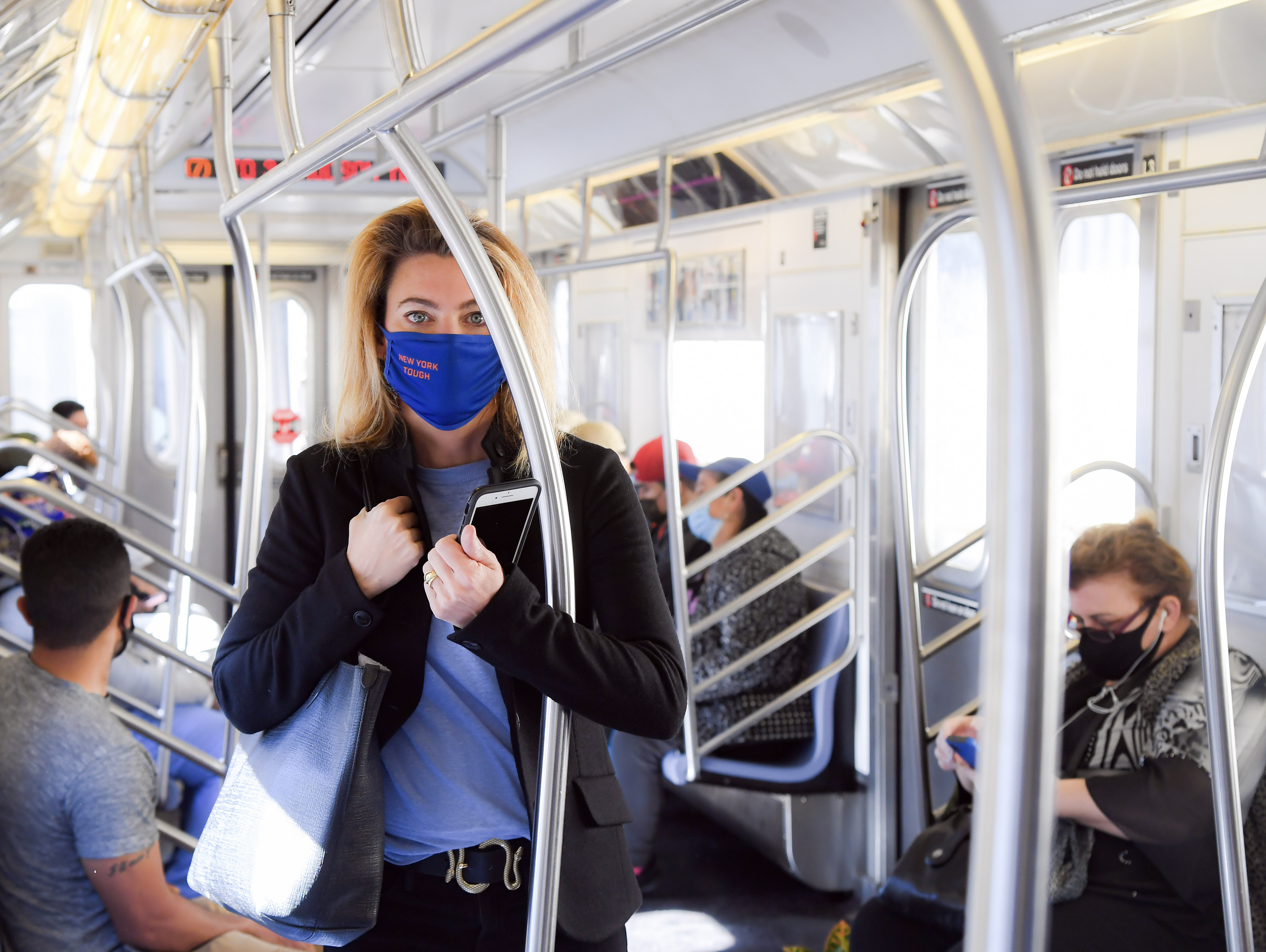
Feinberg begrüßt nach zehn Wochen Corona-Einschränkungen Fahrgäste in der New Yorker U-Bahn (Juni 2020)

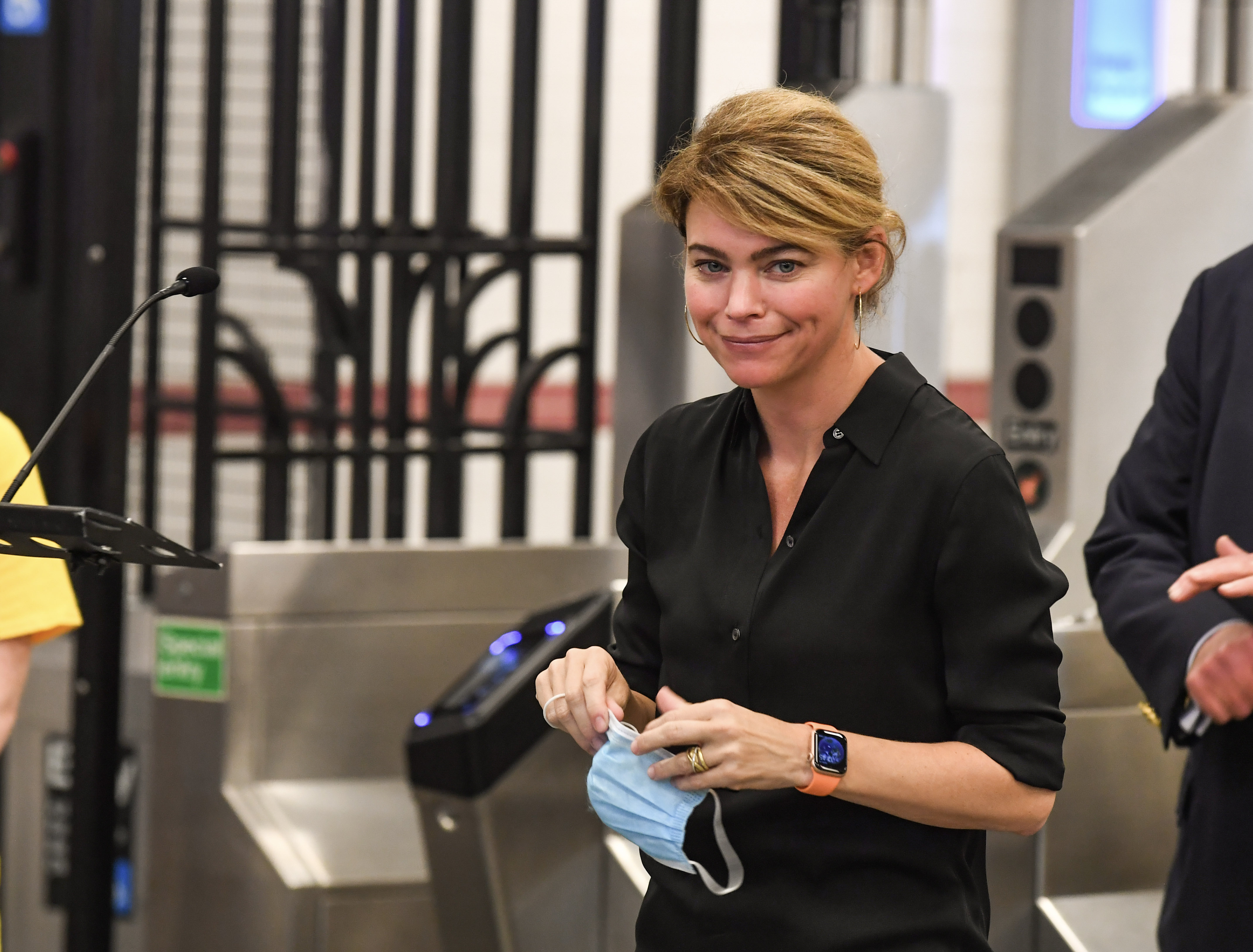
Öffentlicher Auftritt (2020)

Unter Gouverneur von New York Andrew Cuomo wurde Feinberg im Februar 2019 in den Aufsichtsrat der staatlichen Verkehrsgesellschaft Metropolitan Transportation Authority (MTA) berufen. Dort übernahm sie den Vorsitz des Transportkomitees. Nachdem der Präsident der New York City Transit Authority, Andy Byford, im Konflikt mit Cuomo zurückgetreten war, übernahm sie im März 2020 kommissarisch diese Position. Sie war damit verantwortlich für über 54.000 Beschäftigte und den ÖPNV mit täglich rund 8 Millionen Fahrgästen. Gleichzeitig beendete sie ihre Tätigkeit im Aufsichtsrat der MTA. In ihre Amtszeit fiel die Anfangsphase der Corona-Pandemie, die zu beispiellosen Verkehrseinschränkungen führte und in deren ersten Monaten über 100 Beschäftigte des Verkehrsunternehmens an COVID-19 verstarben.
Der zu diesem Zeitpunkt politisch bereits angeschlagene Gouverneur Andrew Cuomo schlug Feinberg 2021 in Nachfolge Pat Foyes für den Vorsitz des Aufsichtsrates der MTA vor. Cuomo beabsichtigte, die Funktion der Aufsichtsratsvorsitzenden und des Chief Executive Officers der MTA voneinander zu trennen, wie es bis 2007/2008 bereits der Fall gewesen war. Sein Ansinnen, dabei die künftige Besetzung des CEO der Kontrolle durch die New York State Legislature zu entziehen, wurde von dem Parlament abgelehnt. Der in der Doppelspitze als CEO vorgesehen Janno Lieber erhielt danach kommissarisch beide Ämter.
Nach diesem Vertrauensverlust trat Feinberg am 30. Juli 2021 als kommissarische Leiterin der NYCTA zurück. Sie begründete dies mit der fehlenden Vereinbarkeit von Familie und Beruf. Das Amt erfordere Tag und Nacht fortwährende Einsatzbereitschaft ohne Rücksicht auf familiäre Verpflichtungen, hingegen ermögliche die Tätigkeit in Leitungsgremien eine gute Vereinbarkeit.

### Gemeinnütziges Engagement
Von 2012 bis 2015 und wieder seit 2017 sitzt Sarah Feinberg im Aufsichtsrat der im Bereich Oral History tätigen gemeinnützigen Stiftung StoryCorps. Seit 2020 ist sie Mitglied im Aufsichtsrat der gemeinnützigen NHP Foundation, die dem Erhalt bezahlbaren Wohnraums gewidmet ist.